# Janet Hirshenson
Pour les articles homonymes, voir Hirshenson.
Janet Hirshenson est une directrice de casting américaine.

## Biographie
Janet Hirshenson a été nommée douze fois au prix Artios, prix qui récompense les meilleurs directeurs de casting.
Avec Jane Jenkins, elle fonde en 1981 la société de casting The Casting Company Bio, une société qui a réalise les castings de plus de cent films.
Elle est l'auteur du livre A Star Is Found: Our Adventures Casting Some of Hollywood's Biggest Movies, publié en 2006. En 2007, elle est également apparue dans le film Our World.
Le dernier projet commun de Jenkins et Hirshenson est pour le film de Rob Reiner Shock and Awe (2017).

## Filmographie
- 1981 : Le Prince de New York
- 1988 : Willow
- 1989 : Le Cercle des poètes disparus
- 1989 : Quand Harry rencontre Sally 
 (When Harry Met Sally...)
- 1989 : Portrait craché d'une famille modèle
- 1990 : Maman, j'ai raté l'avion !
- 1990 : Air America
- 1990 : Misery
- 1991 : Le Silence des agneaux
- 1991 : Backdraft
- 1992 : Maman, j'ai encore raté l'avion ! (Home Alone 2: Lost in New York)
- 1993 : Jurassic Park
- 1993 : Le Fugitif
- 1993 : Madame Doubtfire (Mrs. Doubtfire)
- 1993 : Un monde parfait
- 1994 : Forrest Gump
- 1995 : Apollo 13
- 1997 : Le Pacificateur
- 1997 : Air Force One
- 1997 : Le Monde perdu : Jurassic Park 
 (The Lost World: Jurassic Park)
- 1998 : Docteur Patch
- 1999 : La Ligne verte
- 2000 : Le Grinch (How the Grinch Stole Christmas)
- 2001 : Harry Potter à l'école des sorciers
- 2001 : Un homme d'exception
- 2006 : Da Vinci Code
- 2009 : Anges et Démons
- 2013 : Le Majordome

## Acteurs
Le travail de Jenkins et d'Hirshenson a joué un rôle déterminant dans le lancement des carrières de River Phoenix, Joaquin Phoenix, Robin Wright, Michael Keaton, Emma Watson, Daniel Radcliffe, Rupert Grint,, John Cusack, Leonardo DiCaprio, Matt Damon, Winona Ryder, Jennifer Connelly, Brendan Fraser, Virginia Madsen, Meg Ryan, Benicio del Toro, Jennifer Grey, Lea Thompson, Charlie Sheen, Tom Cruise, Ralph Macchio, Rob Lowe et Emilio Estevez.
Quatorze longs métrages ayant comme directrices de casting Jenkins et Hirshenson ont été nommés aux Oscars dans les catégories Meilleur acteur et Meilleure actrice, avec trois acteurs ayant remporté le prix.

## Récompenses et distinctions
Janet Hirshenson a remporté cinq prix et a eu quatorze nominations dont :
- Casting Society of America :
  - 1990 : prix Artios du Meilleur casting pour un film comique pour Portrait craché d'une famille modèle (partagé avec Jane Jenkins)
  - 1991 : prix Artios du Meilleur casting pour un film comique pour Maman, j'ai raté l'avion ! (partagé avec Jane Jenkins)
  - 2002 : prix Artios du Meilleur casting pour un film comique pour  Harry Potter à l'école des sorciers (partagé avec Jane Jenkins)
- 2017 : Lifetime Achievement Award de la Casting Society of America (CSA)